# Луговий (Новосибірська область)
Луговий (рос. Луговой) — селище у Краснозерському районі Новосибірської області Російської Федерації.
Входить до складу муніципального утворення Полойська сільрада. Населення становить 145 осіб (2010).

## Історія
Згідно із законом від 2 червня 2004 року органом місцевого самоврядування є Полойська сільрада.

## Населення
| 2002 | 2007 | 2010 |
| ---- | ---- | ---- |
| 213  | ↗214 | ↘145 |